# Мамука Курашвілі
Мамука Курашвілі (груз. მამუკა ყურაშვილი; 17 січня 1970) — грузинський бригадний генерал.

## Біографія
Закінчив юридичний факультет Тбіліського державного університету в 1996 році і Московську військову академію імені Малиновського в 1999 році.
Після закінчення служби в Радянській армії він розпочав свою військову кар'єру в Національній гвардії Грузії в 1990 році. Він служив на різних керівних посадах в грузинській армії, включаючи заступника начальника групи безпеки Національної гвардії (1991–1993), коменданта Тбіліського військового гарнізону (2004–2005), начальник бригади спеціального призначення Міністерства оборони (2005) та командир грузинського миротворчого батальйону у складі змішаних миротворчих сил у зоні грузино-осетинського конфлікту (2006–2007).
В 2007 - 2008 роках — командувач миротворчими операціями Об'єднаного Штабу Збройних сил Грузії. 8 серпня 2008 року Курашвілі озвучив позицію грузинської сторони «зачистити Цхінвалі від кримінальних елементів». 14 серпня 2008 року з'явилися повідомлення про поранення Курашвілі в зоні конфлікту.
З вересня 2009 по 2011 роки армійський аташе в Україні.